# Сражение при Каллантсоге
Сражение при Каллантсоге (анг. Battle of Callantsoog) последовало за высадкой десанта британских сил вторжения под командованием генерал-лейтенанта Ральфа Эберкромби возле Каллантсога в ходе англо-русского вторжения в Голландию 1799 года. Несмотря на сильное сопротивление войск Батавской республики под командованием генерал-лейтенанта Хермана Виллема Данделса, британские войска создали плацдарм, и голландцы были вынуждены отступить.
Британское командование выбрало крайнюю северную часть полуострова Северная Голландия для высадки сил вторжения. 13 августа флот адмирала Мичелла в количестве 15 линейных кораблей, от 45 до 50 фрегатов, бригов и катеров, а также 130 транспортных судов отплыл из Даунса с первым отрядом британских войск, но из-за сильного ветра не мог подойти к берегу и высадит десант. Только 26 августа 1799 года он смог стать на якорь от Текселя до Каллантсога.

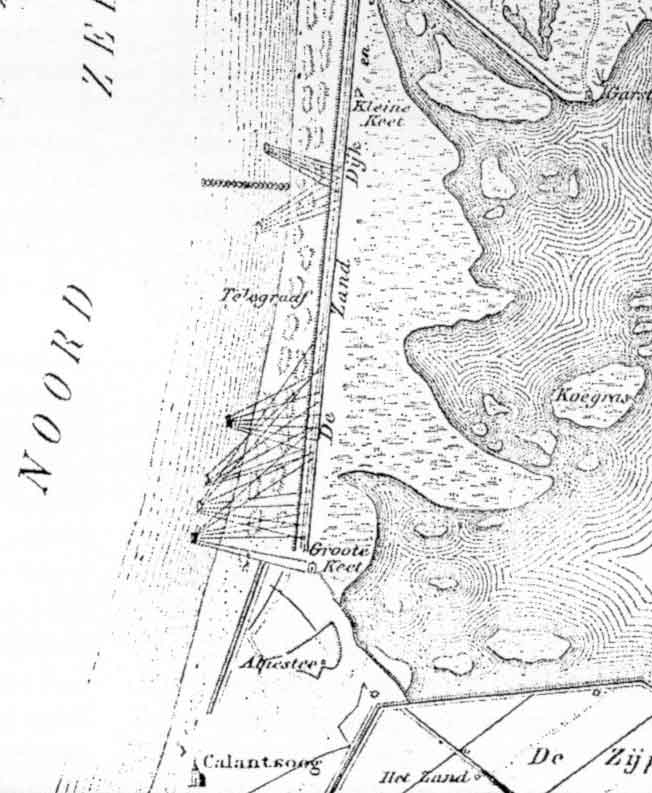
Карта высадки у Каллантсога

Высадка войск под командованием генерала Ральфа Эберкромби началась на рассвете 27 августа 1799 года. Первые подразделения гренадеров и егерей высадились в 4 часа утра в Китене, недалеко от Каллантсога.
Английский авангард, попытавшийся захватить дюны, был встречен батавскими силами в 6000 человек генерала Данделса, которые вступили с ним в ожесточенный бой, который в течение дня в основном вёлся на правом британском и левом батавском фланге.
Пляж был настолько узким, что только один британский батальон, развёрнутый в линию, мог одновременно отражать атаку врага. Солдатам мешала мокрая униформа и мягкий песок под ногами.
Однако батавцам также сильно мешала местность. Лошади и колёса артиллерийских орудий иногда проваливались в рыхлый песок дюн, что задерживало перемещение. Кроме того, британские канонерские лодки могли подойти очень близко к пляжу и энергично поддерживать британскую пехоту всякий раз, когда они замечали противника, прорвавшегося в дюнах.
Батавские войска сражались до 4 часов дня, но так и не сумели предотвратить высадку и отошли к Китену. Так как орудия Хелдерских батарей, расположенного севернее места боя, были направлены в сторону моря и поэтому не могли защититься от атаки с суши, генерал Данделс приказал коменданту Хелдера забить пушки и покинуть форт, отступив через дамбу Кёграс. В результате рейд Ньюве-Дьеп без боя попал в руки британцев, что предоставило британским и российским силам на более поздних этапах вторжения более удобное место для высадки. 
Потери британцев в ходе боя составили 74 человека убитыми (включая 20 утонувших), 376 ранеными и 20 пропавшими без вести. Голландцы потеряли 137 человек убитыми и 950 ранеными.
Британцам все же удалось создать плацдарм, и они двинулись вглубь страны и окопались за каналом Зейпе, где стали ждать новых британских и русских подкреплений.
Генерал Данделс удерживал свои позиции до 30 августа 1799 года, затем отошел к Петтену, где ему было легче принять подкрепления, двигавшиеся со всех сторон в сторону Северной Голландии.